# Вукитичеве
Вуки́тичеве — село в Україні, у Надлацькій сільській громаді Голованівського району Кіровоградської області. Населення, за даними перепису 2001 року, становило 180 осіб.

## Населення
Згідно з переписом УРСР 1989 року чисельність наявного населення села становила 87 осіб, з яких 36 чоловіків та 51 жінка.
За переписом населення України 2001 року в селі мешкало 180 осіб.

### Мова
Розподіл населення за рідною мовою за даними перепису 2001 року:
| Мова       | Відсоток |
| ---------- | -------- |
| українська | 91,67 %  |
| російська  | 7,22 %   |
| молдовська | 0,56 %   |
| інші       | 0,55 %   |